# Xanthopimpla frontalis
Xanthopimpla frontalis är en stekelart som beskrevs av Krieger 1914. Xanthopimpla frontalis ingår i släktet Xanthopimpla och familjen brokparasitsteklar. Inga underarter finns listade i Catalogue of Life.